# Jean-Marc Thystère-Tchicaya
Pour les articles homonymes, voir Tchicaya.
Jean-Marc Thystère-Tchicaya est un homme politique congolais né le 11 avril 1964 à Villeneuve-Saint-Georges (France). Il est Ministre des Zones économiques spéciales et de la Diversification économique depuis septembre 2022, après avoir été Ministre des Transports, de l'Aviation civile et de la Marine marchande (2021 - 2022) ainsi que Ministre des Hydrocarbures (2015 - 2021).
Membre du Rassemblement pour la démocratie et le progrès social (RDPS), qu'il préside depuis mai 2015, il est également député de la première circonscription de Mvoumvou (Pointe-Noire) depuis septembre 2012.

## Biographie

### Famille et études
Fils de l'homme politique Jean-Pierre Thystère-Tchicaya, ancien maire de Pointe-Noire et président de l'Assemblée nationale, Jean-Marc Thystère-Tchicaya naît le 11 avril 1964 à Villeneuve-Saint-Georges (Val-de-Marne). Il fait ses études supérieures en France à l'École supérieure des techniciens en électronique et informatique ainsi qu'à Pigier, où il décroche un diplôme d'analyste programmeur en informatique de gestion. 

### Carrière professionnelle
À partir de 1989, Jean-Marc Thystère-Tchicaya travaille chez Bull France. En 1997, il rentre au Congo et commence à travailler chez Elf Congo en tant qu'ingénieur informaticien. Il travaille plus tard pour le compte de Total E&P Congo, où il dirige le département communication ainsi que le département chargé des relations avec les hautes institutions de la République du Congo. Il occupera également les fonctions de président de la Fédération Pétrole ainsi que de vice-président de l'Union patronale et interprofessionnelle du Congo (Uni Congo). Il sera en outre membre du comité consultatif de l'ITIE.

### Carrière politique

#### Député de Mvoumvou
Membre du Rassemblement pour la démocratie et le progrès social (RDPS), parti créé par son père et appartenant à la majorité présidentielle, il est élu député de la première circonscription de Mvoumvou (Pointe-Noire) dès le premier tour des élections législatives de 2012, avec 62,52% des voix. Il entre en fonction le 5 septembre, et prend pour suppléante Fatou Sauthat Loember.
Lors des élections législatives de 2017, il est réélu député de Mvoumvou dès le premier tour.

#### Fonctions ministérielles

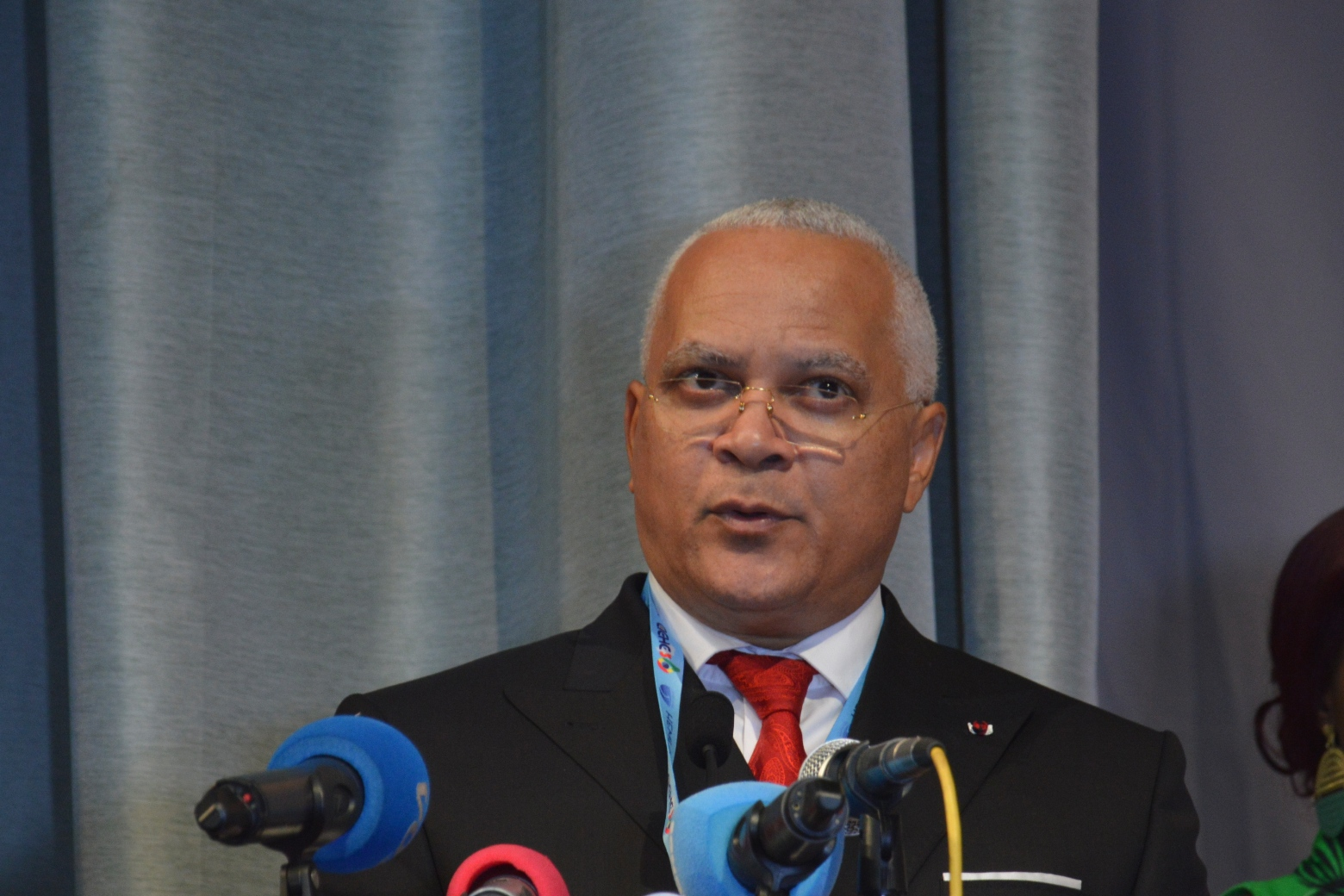
Jean-Marc Thystère-Tchicaya en 2017 en tant que ministre des Hydrocarbures.

Le 23 mai 2015, il est élu à la tête de son parti, le RDPS. Lors d'un remaniement ministériel quelques mois plus tard, il fait son entrée au gouvernement en tant que ministre des Hydrocarbures, succédant ainsi à André-Raphaël Loemba. La passation de pouvoir se déroule le 20 août 2015.
En 2021, à la suite de la réélection du président Denis Sassou-Nguesso pour un 4e mandat, il est nommé ministre des Transports, de l'Aviation civile et de la Marine marchande au sein du gouvernement d'Anatole Collinet Makosso, succédant à Ingrid Ebouka-Babackas . 
À la faveur d'un remaniement, il prend la tête du Ministère des Zones économiques spéciales (ZES) et de la Diversification économique le 27 septembre 2022, succédant à Émile Ouosso et laissant le Ministère des Transports à Honoré Sayi.  

## Controverse
En juillet 2018, Jean-Marc Thystère-Tchicaya est accusé par Lamyr Nguélé (en), président de la Commission nationale de lutte contre la corruption, la concussion et la fraude, de détournement de fonds publics d'un montant de 2 milliards de francs CFA entre 2015 et 2017. Il adresse alors une lettre au Premier ministre Clément Mouamba pour se défendre. Pour de nombreux observateurs étrangers, ainsi que pour des membres du PCT et du RDPS, ces accusations résultent d'une manœuvre politique, le ministre étant soupçonné d'avoir des ambitions pour la présidentielle de 2021. La majorité et le gouvernement apportent officiellement leur soutien au ministre, et dénoncent le manque d'indépendance de la Commission. À la suite de cette affaire, un projet de loi est adopté en septembre 2018 pour remplacer la Commission par une Haute autorité, jugée plus indépendante.